# Präsidentschaftskanzlei

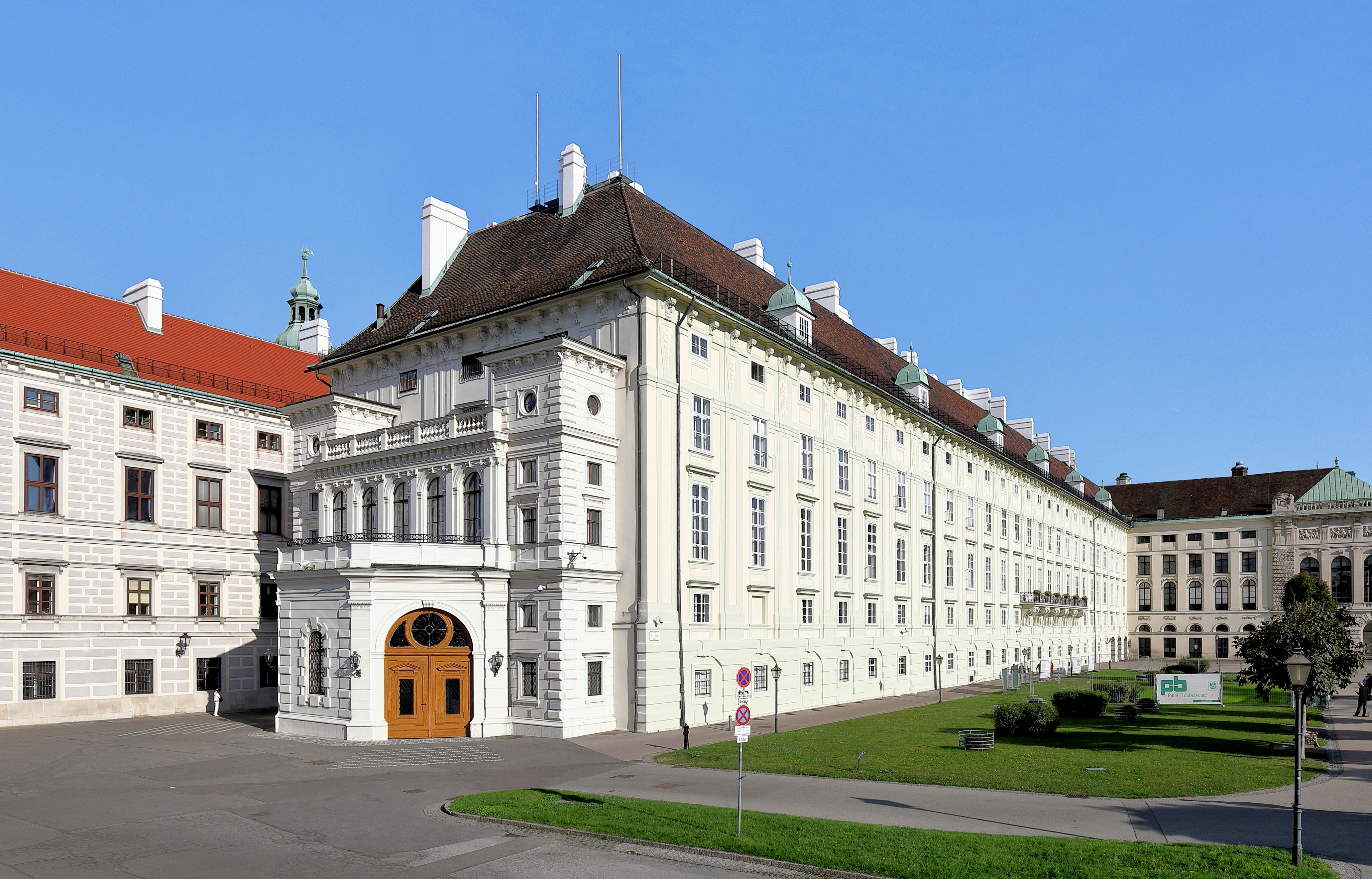
Leopoldinischer Trakt der Hofburg

Die Präsidentschaftskanzlei ist die zur Unterstützung des österreichischen Bundespräsidenten errichtete Verwaltungsstelle (Hilfsapparat). Sie ist seit Oktober 1946 im Leopoldinischen Trakt der Wiener Hofburg untergebracht. Der Name Präsidentschaftskanzlei ist auch gleichbedeutend mit dem dort befindlichen Amtssitz des Bundespräsidenten.
Die Kanzlei ist in verschiedene „Gruppen“ aufgeteilt: Gruppe europäische und internationale Angelegenheiten, Protokoll und Organisation, Gruppe rechtliche, soziale und administrative Angelegenheiten, Gruppe Inland und Adjutantur des Bundespräsidenten. Eine Entschließung des Bundespräsidenten (BGBl. II Nr. 87/2008) regelt die Geschäftsordnung der Präsidentschaftskanzlei.

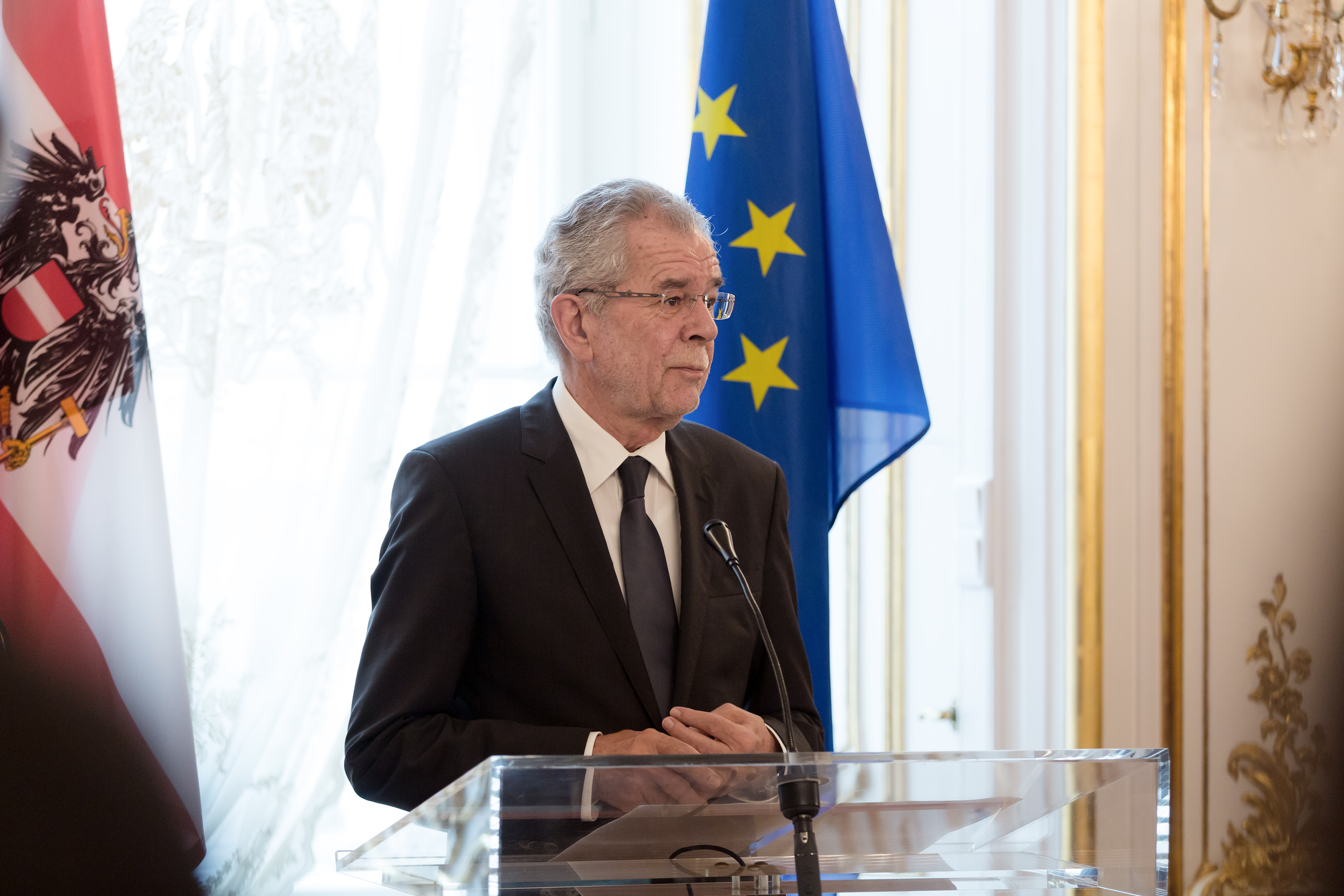
Alexander Van der Bellen, der seit 2017 amtierende Bundespräsident

Geleitet wird die Präsidentschaftskanzlei vom Kabinettsdirektor, in dessen Verhinderung vom Kabinettsvizedirektor. Der Kabinettsdirektor ist dem Bundespräsidenten unmittelbar unterstellt. Unter den Kabinettsdirektoren ragte Wilhelm Klastersky heraus, nach dem in Wien-Favoriten eine Gasse benannt wurde.

## Belege
1. ↑  Bundesfinanzgesetz 2022. (PDF) Bundesministerium der Finanzen, abgerufen am 5. März 2022 (Seite 15).

Koordinaten: 48° 12′ 27,7″ N, 16° 21′ 50,8″ O